# Ernestina (Rio Grande do Sul)
Ernestina est une ville brésilienne du Nord-Ouest de l'État du Rio Grande do Sul, faisant partie de la microrégion de Passo Fundo. Elle se situe à une latitude de 28° 29′ 58″ sud et à une longitude de 52° 34′ 25″ ouest, à une altitude de 493 mètres et à 251 km de Porto Alegre. Sa population était estimée à 3 010 habitants en 2007. La municipalité s'étend sur 239 km2.
Le peuplement de la ville est principalement composé de descendants d'immigrants d'origine allemande, d'Italiens, de Portugais et de Polonais.

## Villes voisines
Ernestina est voisine des municipalités suivantes :
- Passo Fundo
- Marau
- Nicolau Vergueiro
- Tio Hugo
- Victor Graeff
- Santo Antônio do Planalto